# Киракосян, Камо Андраникович
Киракосян Камо Андраникович (род. 22 мая 1965, Ереван) — советский и российский артист цирка в жанре «Акробатика на першах», руководитель цирковой труппы «Акробаты на першах» при Российской государственной цирковой компании (ФКП «РОСГОСЦИРК»).

## Биография
Родился 22 мая 1965 года в городе Ереван (Армения). Дебютировал на арене цирка в 1986 году в Астрахани с номером «Эквилибристы на першах» под руководством Рубена Манукяна.
В семье Камо Андраниковича никто не имел отношения к цирку или к творчеству в целом. Однажды во дворе К.Киракосян увидел, как соседский мальчик стоит на руках. Вдохновившись этим, Камо решил попробовать себя и пойти в цирковую студию По окончании восьмого класса средней школы в 1980 году К.Киракосян поехал в Москву поступать в ГУЦЭИ (им. Румянцева. Карандаша), но в зачислении ему было отказано, так как не прошел медкомиссию. Долго не думая поехал поступать в Ташкентское цирковое училище, в которое успешно поступил. В 1983 году окончил училище с номером «Парный эквилибр».
После этого Камо Андраникович вернулся в Ереван, затем ушел на службу в Советскую армию в город Ленинакан (Горный батальон Пехотных войск, сначала в должности наводчик-оператор БМП1, затем командир машины, а потом дослужился до командира взвода старшего сержанта). Это было одним из условий для того, чтобы стать артистом цирка, так как раньше не брали работать в СОЮЗГОСЦИРК людей, которые не служили в армии.
С 1986 по 1994 — Камо Киракосян работал в СОЮЗГОСЦИРКе с номером «Эквилибристы на першах» под руководством Рубена Манукяна в должности: артист акробат — эквилибрист. Вместе с этой труппой посетил Венгрию, Чехословакию, ФРГ и ещё около 50 городов вместе с коллективом знаменитого клоуна Олега Константиновича Попо́ва и весь Советский Союз.
С 1994 — по 1996 после распада СССР дела у СОЮЗГОСЦИРКА пошли плохо, отсутствовало финансирование для артистов. Поэтому Камо со своей супругой был вынужден открыть свой бизнес, чтобы иметь средства к существованию.
В 1996 году К.Киракосяну поступило предложение от РОСГОСЦИРКа (бывший СОЮЗГОСЦИРК) о том, чтобы вернуться в кампанию для создания нового номера «Акробаты на першах». Предложение было очень убедительное и целенаправленное, поэтому Камо принял его и вернулся. На протяжении четырёх лет вместе с труппой гастролировал по России, участвовал в международных конкурсах, а также посетил Северную Корею (город Пхеньян) и Англию (город Блэкпул).
В 2000 году Камо Киракосян был назначен руководителем номера «Акробаты на першах». На протяжении 16 лет успешно руководил труппой из 5 — 7 человек. Много гастролировали по России, Голландии, Германии, Норвегии, Латинской Америке, Швейцарии.
Про номер «Акробаты на першах» даже печатали в зарубежных газетах: (перевод)
2004: " Труппа русских акробатов Киракосяна представляет собой нечто совершенно новое и захватывающее. Совершенно невероятные и воздушные акробаты ….. VG.

## Образование
в 1983 году окончил Республиканский Эстрадно-Цирковой колледж им. К.Зарипова

## Личная жизнь
21 Февраля 1992 года гастролируя в городе Куйбышев (Самара) во время антракта Камо познакомился со своей будущей супругой Ольгой, которая пришла на представление с подругами.
2 февраля 1993 года у них родился сын Владислав, который пошел по стопам отца, окончив
Государственное Училище Циркового и Эстрадного Искусства (им. Румянцева) по специальности : артист цирка. А затем и Московский Государственный Институт Культуры по специальности : режиссёр театрализованных представлений и праздников. Владислав Киракосян не останавливается на достигнутом и активно развивает себя в творчестве.

## Награды и достижения
- 1981 год Кандидат в Мастера Спорта по Акробатике
- 1997 год «Бронзовая Тройка» (Россия, Ставрополь)
- 1999 год Первое место на Международном конкурсе, обладатель Золотого ключа (Северная Корея)
- 2006 год Третье место " Circus — Preis "[3] (Германия, Пассау)
- 2008 год третье место " Preis — Juresta " (Голландия, Апельдорн)

## Творчество
- «Парный Эквилибр» на пьедестале
- Униформист
- Клоунада
- Вольтиж акробатический
- Акробатическая эксцентрика
- Эквилибрист на першах